# 元小山站
元小山站（日语：／ Moto-Oyama eki */?）是位於愛知縣一宮市千秋町小山（在開業時位於愛知縣丹羽郡千秋村小山），名古屋鐵道一宮線的鐵道車站（廢站）。

## 歷史
- 1912年（大正元年）8月6日 - 小山站啟用[1]。
- 1913年（大正2年）3月27日 - 公布通知車站改名為元小山站[2]。
- 1952年（昭和27年）3月25日 - 車站無人化[3]。
- 1965年（昭和40年）
  - 年內 - 廢除貨運業務[4]。
  - 4月25日 - 一宮線（岩倉至東一宮）全線廢除，此站也被廢除[1]。

## 車站構造
截至車站廢除前，此站是地面車站，設有1面1線的單式月台。在雙線時代，此站設有2面2線的相對式月台。在單線化後，舊下行線變為了貨物側線，直至車站廢除。

### 配線圖
| ← 岩倉方向                                         | 元小山站 站內配線略圖 | → 東一宮方向 |
| 图例 参考文献： 虛線與半透明的月台是雙線時代的構造 |                       |              |

## 現況
名古屋鐵道一宮線遺址變為了愛知縣道149號淺野羽根岩倉線。車站遺址是名鐵巴士岩倉線（一宮・川島線）元小山巴士站。

## 相鄰車站
名古屋鐵道
一宮線
岩倉－元小山－羽根

## 注腳
1. 1 2  今尾惠介（監修）.  7 東海. 新潮社. 2008: 50. ISBN 978-4-10-790025-8 （日语）.
2. ↑  「軽便鉄道駅名改称」《官報》1913年4月4日（國立國會圖書館數碼化資料）
3. ↑  名古屋鉄道広報宣伝部（編）. . 名古屋鉄道. 1994: 887 （日语）.
4. ↑  名古屋鉄道広報宣伝部（編）. . 名古屋鉄道. 1994: 340 （日语）.
5. ↑  神田功 「一宮線の廃線跡を辿る」，《鐵道畫刊（日语：鉄道ピクトリアル） No.624 1996年7月增刊號》，p.171，電氣車研究會（日语：電気車研究会），1996年
6. ↑  神田功 「一宮線の廃線跡を辿る」，《鐵道畫刊（日语：鉄道ピクトリアル） No.624 1996年7月增刊號》，p.170，電氣車研究會（日语：電気車研究会），1996年